# Ducati Challenge
Ducati Challenge es un videojuego de carreras de motocicletas con licencia de Ducati desarrollado y publicado por Digital Tales para Android, iOS, PlayStation 3 y PlayStation Portable. Fue lanzado el 24 de marzo de 2011 para iOS, el 28 de febrero de 2012 para PlayStation 3 y PlayStation Portable, y el 28 de agosto de 2012 para Android.

## Jugabilidad
La dirección utiliza el acelerómetro del dispositivo. Se inclina el dispositivo hacia la izquierda y hacia la derecha para conducir la moto (se puede ajustar la sensibilidad en AJUSTES).
Para frenar o retroceder, se toca o mantiene presionado el lado izquierdo de la pantalla táctil. Cuanto más se mantenga presionado, más potente se vuelve el freno. Se toca el lado derecho de la pantalla para acelerar. Cuanto más se mantenga presionado, más potente se vuelve la aceleración.

### Modos de juego
En el modo Campeonato se juega 3 campeonatos diferentes con mayor dificultad y número de desafíos. En Quick Challenge se tiene acceso a circuitos y motos que se han desbloqueado al ganar campeonatos. Se puedes participar en una carrera única. Quick Challenge se puede utilizar para mejorar tiempos de vuelta para las carreras de campeonato. En el modo multijugador, se compite una carrera contra 3 oponentes conectados a Wi-Fi.
A medida que se juega en los campeonatos (FÁCIL, MEDIO, DIFÍCIL), se desbloquea circuitos y modelos de motos adicionales para jugar en el modo de desafío rápido y multijugador.

## Recepción
Ducati Challenge recibió críticas "generalmente favorables" según el sitio web agregador de reseñas Metacritic.